# آنیا لومبا
آنیا لومبا یک محقق ادبی هندی است. او نویسنده استعمار / پسا استعمار است و به عنوان استاد ادبیات در دانشگاه پنسیلوانیا مشغول به کار است.
لومبا محقق ادبیات انگلیسی و فرهنگ اولیه مدرن، پسااستعمار، تاریخ استعمار و پسااستعمار در جنوب آسیا و همچنین ادبیات و فرهنگ پسااستعماری تحقیق و آموزش می‌دهد. در مرکز منافع وی تاریخ و ادبیات نژادپرستی، استعمار و ملت سازی از قرن شانزدهم تا به امروز است. بسیاری از آثار او - مانند استعمار / استعمار پسااستعمار (۱۹۹۸) و شکسپیر، نژاد و استعمار (۲۰۰۲) - با شکسپیر و تئاتر رنسانس درگیر هستند. تحقیقات او در مورد تاریخ نژادپرستی از اوایل دوران مدرن شامل کارهایی در مورد ارتباطات اولیه انگلیس با هند، مولوکا و ترکیه است.
آنیا لومبا تحصیلات رسمی خود را در دانشگاه ساسکس انگلیس به پایان رساند.

## آثار
- مطالعات پسااستعماری و فراتر از آن. سیاه دائمی. دهلی نو ۲۰۰۶ - به همراه سوویر کائول، ماتی بانزل، آنتوانت برتون و جد استی منتشر شده‌است.
- استعمار / استعمار پسا استعمار. ۱۹۹۸
- شکسپیر پسااستعماری. ۱۹۹۸
- شکسپیر، نژاد و استعمار. آکسفورد ۲۰۰۲
- لومبا، آنیا: «به یاد آوردن سعید». مطالعات تطبیقی جنوب آسیا ، آفریقا و خاورمیانه. شماره ۲۳، شماره‌های ۱ و ۲، ۲۰۰۳، (MUSE)